# Báo động khẩn, tình yêu hạ cánh
Báo động khẩn, tình yêu hạ cánh hay Hạ cánh nơi anh (tiếng Hàn: 사랑의 불시착; Romaja: Sarangui Bulsichak; tên tiếng Anh: Crash Landing on You) là một bộ phim truyền hình Hàn Quốc phát sóng vào năm 2019 với sự tham gia của các diễn viên: Hyun Bin, Son Ye-jin, Kim Jung-hyun, Seo Ji-hye. Bộ phim được phát sóng trên kênh truyền hình cáp tvN vào lúc 21:00 (KST) tối thứ 7 và chủ nhật hàng tuần; ứng dụng Netflix trên phạm vi toàn thế giới lúc 23:00 (KST) cùng ngày. Phim bắt đầu từ ngày 14 tháng 12 năm 2019 đến ngày 16 tháng 2 năm 2020.
Với rating 21,7% ghi nhận ở tập cuối, phim soán ngôi Yêu tinh (2017) trở thành bộ phim có rating cao nhất trong lịch sử truyền hình cáp tvN. Tác phẩm đồng thời đứng vị trí á quân trong top phim đạt rating cao nhất lịch sử các đài cáp tại Hàn Quốc, đứng sau Lâu đài tham vọng (đài JTBC), tập cuối của bộ phim với 6,337 triệu người xem được ghi nhận vào ngày 16 tháng 2 năm 2020 đã đứng ở vị trí số 2 trong 50 bộ phim hàng đầu theo mỗi lượt người xem trên toàn quốc. Bộ phim cũng đã tạo lập kỉ lục là phim truyền hình Hàn Quốc có lượt xem trực tuyến nhiều nhất.

## Cốt truyện
Nội dung bộ phim xoay quanh chuyện tình cảm giữa một người phụ nữ xinh đẹp, giàu có và sành điệu người Hàn Quốc Yoon Seri (Son Ye Jin thủ vai) với Ri Jung Hyuk (Hyun Bin thủ vai) - một sĩ quan đại úy của quân đội Triều Tiên. Trong một lần đi chơi dù lượn, vì một trận lốc xoáy mà Seri sau đó đã vô tình lạc qua biên giới Triều Tiên và gặp "tình yêu định mệnh" với quân nhân Ri Jung Hyuk. Mối tình kẻ Nam người Bắc của Ri Jung Hyeok với ái nữ nhà tài phiệt Yoon Se Ri ngay sau đó đã chớm nảy nở.

## Diễn viên

### Diễn viên chính
- Hyun Bin trong vai Ri Jeong-hyuk (32 tuổi)

Sĩ quan quân hàm cấp Đại úy Lục quân của Triều Tiên, có tính cách nguyên tắc và không thỏa hiệp. Nhưng anh đã quyết định che giấu và bảo vệ Se-ri sau khi cô vô tình rơi xuống Triều Tiên. Anh từng là thần đồng piano và sang Thụy Sĩ du học, tại đây anh cũng tình cờ gặp mặt Yoon Se-ri. Sau khi anh trai mất, Ri Jung-hyuk đã trở về và theo nghiệp quân đội giống bố (Cục trưởng Tổng Cục Chính trị) và anh trai, đồng thời cũng làm sáng tỏ cái chết của anh trai mình.
- Son Ye-jin trong vai Yoon Se-ri (32 tuổi)

Con gái nhà tài phiệt Hàn Quốc.Cô sở hữu một công ty thời trang lớn do mình thành lập và cũng là người thừa kế tập đoàn của bố mình. Cô bị buộc phải hạ cánh ở Bắc Triều Tiên do một tai nạn khi đi đang lượn dù. Yoon Se-ri và Ri Jung Hyeok đã từng gặp nhau trước đó (khá nhiều lần) tại Thụy Sĩ.
- Kim Jung-hyun trong vai Goo Seung-jun

Một doanh nhân trẻ và giàu có. Người đã lừa anh trai của Yoon Se-ri 100 tỉ won và sau đó trốn sang Bắc Triều Tiên. Anh cũng từng suýt kết hôn với Yoon Se-ri.
- Seo Ji-hye trong vai Seo Dan

Là một nhạc sĩ, xuất thân từ một gia đình giàu có ở Bắc Triều Tiên. Là hôn thê của Ri Jeong-hyuk. 

### Diễn viên phụ

#### Nhân vật xung quanh Yoon Se-ri
- Nam Kyung-eup trong vai Yoon Jeung-pyeong, bố của Se-ri
- Bang Eun-jin trong vai Han Jeong-yeon, mẹ kế của Se-ri
- Choi Dae-hoon trong vai Yoon Se-joon, anh cùng cha khác mẹ của Se-ri
- Hwang Woo-seul-hye trong vai Do Hye-ji, vợ của Se-joon
- Park Hyung-soo trong vai Yoon Se-hyung, anh cùng cha khác mẹ của Se-ri
- Yoon Ji-min trong vai Go Sang-ah, vợ của Se-hyung
- Go Kyu-pil trong vai Hong Chang-sik, trưởng phòng
- Lim Chul-soo trong vai Park Soo-chan, nhân viên bán bảo hiểm
- Kwon Dong-ho trong vai Người quản lí thu mua

#### Nhân vật xung quanh Ri Jeong-hyuk
- Jun Gook-hwan trong vai Ri Choong-ryeol, bố của Jeong-hyuk. Ông là Cục trưởng Tổng cục chính trị Quân đội nhân dân Triều Tiên.
- Jung Ae-ri trong vai Kim Yoon-hee, mẹ của Jeong-hyuk.
- Ha Seok-jin trong vai Ri Moo-hyuk, anh của Jeong-hyuk. Anh bị tiểu đoàn xe tải mật sát hại mà Cheol-kang đứng đằng sau.
- Oh Man-seok trong vai Jo Cheol-kang

Thành viên của Cục An ninh Lực lượng vũ trang. Dính vào nhiều việc phạm pháp và vi phạm pháp luật tại Cộng hoà Dân chủ Nhân dân Triều Tiên. Đã bị kết án chung thân nhưng trốn thoát và tìm cách hãm hại Jeong Hyuk và Se Ri. Sau đó, hắn bị lực lượng Hàn Quốc tiêu diệt.
- Kim Young-min trong vai Jeong Man-bok[13]
- Yang Kyung-won trong vai Pyo Chi-soo, trung sĩ trưởng.
- Yoo Su-bin trong vai Kim Joo-meok, chiến sĩ.
- Tang Jun-sang trong vai Geum Eun-dong, chiến sĩ.
- Lee Shin-young trong vai Park Kwang-beom, trung sĩ tham mưu.[14][15]

#### Nhân vật xung quanh Seo Dan
- Jang Hye-jin trong vai Go Myeong-eun, mẹ của Dan.
- Park Myung-hoon trong vai Go Myeong-sok, cậu của Dan.
- Hong Woo-jin trong vai Giám đốc Cheon

#### Nhân vật xung quanh Gu Seung-jun
- Hong Woo-jin trong vai Nhà hoạt động kinh doanh bất hợp pháp tại Bắc Hàn
- Sang Hoon-yoon trong vai Nhà môi giới trung gian

#### Nhân vật khác
- Kim Sun-young vai Na Wol-suk, người đứng đầu làng, thỉnh thoảng tranh cãi với Yoon Se-ri nhưng cuối cùng lại ấm ức với cô ấy. Cô ấy có xu hướng uống rượu và nói những điều đáng xấu hổ.
- Cha Chung-hwa vai Yang Ok-geum, thợ làm tóc trang điểm sáng sủa. Cô thân nhất với Na Wol-suk.

### Vai diễn khách mời
- Jung Kyung-ho vai Cha Sang-woo: bạn trai cũ của Seri (Tập 1, 5 và 7)
- Park Sung-woong vai Tài xế taxi người Bắc Triều Tiên (Tập 4)
- Na Young-hee vai chủ cửa hàng váy cưới ở Bắc Triều Tiên (Tập. 7)
- Park Seo Yeon vai Seo-Dan lúc nhỏ (Tập 9)
- Kim Soo-hyun vai Dong-gu, gián điệp Bắc Triều Tiên sống tại Seoul (Tập 10)
- Kim Sook vai thầy bói ở Bắc Triều tiên (Tập 11)
- Choi Ji-woo trong vai trò của chính mình (Tập 13)

## Quá trình sản xuất
- Buổi đọc kịch bản đầu tiên diễn ra vào ngày 31 tháng 7 năm 2019 tại Sangam-dong, Seoul.[16] Các cảnh quay tại Thụy Sĩ được thực hiện vào cuối tháng 8 năm 2019. Sau kì nghỉ lễ Trung Thu, đoàn làm phim tiếp tục tới Mông Cổ để quay phim.
- Bộ phim được quay theo kiểu "cuốn chiếu" (tức vừa chiếu vừa quay).
- Để có thể mô phỏng gần sát thực tế với cuộc sống tại CHDCND Triều Tiên, ê-kíp sản xuất đã lắng nghe lời khuyên của một người lính Triều Tiên có tên là Kwak Moon Wan. Ông từng công tác ở Bộ Tư lệnh Bảo vệ tối cao của Triều Tiên, nhận nhiệm vụ bảo vệ cho gia đình Chủ tịch Kim. Ngoài Kwan Moon Wan, ê-kíp còn nhận được sự hỗ trợ từ một người Triều Tiên thoát ly khác là Kang Nara. Cô từng gặp gỡ nhà sản xuất vào dịp hè năm ngoái. Kang Nara đánh giá độ chân thực của bối cảnh Triều Tiên trong phim đạt 60%.[17]
- Đơn vị 11 là tổ chức có thật tập hợp các gián điệp CHDCND Triều Tiên hoạt động tại Hàn Quốc. Mọi thông tin về thành viên của tổ chức đều được giữ bí mật tuyệt đối.[17]
- Vì rào cản chính trị và lệnh cấm, đội ngũ sản xuất không thể quay phim trên lãnh thổ Cộng hòa Dân chủ Nhân dân Triều Tiên. Những cảnh mà Se Ri và Ri Jeong-hyuk đi tàu để đến Bình Nhưỡng được quay tại ga tàu Ulaanbaatar ở Ulaanbaatar, Mông Cổ.[18] Cảnh Se Ri gặp tai nạn trong chuyến nhảy dù và rơi xuống Khu phi quân sự Triều Tiên thực ra được quay ở Vườn quốc gia Hallasan, Đảo Jeju. Một số cảnh được dàn dựng để giống đất nước Triều Tiên được quay tại Taean, Seoul và đảo Binae ở Chungju.[18][19]

## Khác biệt trong tình tiết
Tình tiết Goo Seung Jun dễ dàng sang Triều Tiên để né tránh sự truy tìm của cảnh sát vì Triều Tiên là quốc gia duy nhất Interpol không thể tiếp cận. Do đó, Seung Jun tạm thời có thể an toàn khi chọn đất nước trên làm điểm dừng chân.

## Tiếp nhận và đánh giá

### Đánh giá từ chuyên môn
Trên Rotten Tomatoes, Báo động khẩn, tình yêu hạ cánh nhận được đánh giá tích cực. Tạp chí Variety gọi đây là một trong "Những chương trình quốc tế hay nhất trên Netflix" và Time cũng xếp hạng Báo động khẩn, tình yêu hạ cánh là một trong những bộ phim truyền hình Hàn Quốc hay nhất trên Netflix.
Phim cũng có điểm số khá cao trên trang web IMDb với số điểm là 8.7 từ hơn 11 ngàn người đánh giá và nhận xét.

### Sự đón nhận từ khán giả
Phim đạt mức rating cao nhất trong lịch sử đài truyền hình cáp TvN và cao thứ 3 trong lịch sử của các đài truyền hình cáp nói chung. Báo động khẩn, tình yêu hạ cánh còn lập kỷ lục phim Hàn có lượt xem online cao nhất từ trước tới nay với tổng cộng hơn 1,75 tỷ lượt xem trực tuyến (tính đến ngày 17 tháng 2 năm 2020).
Từ khi phát sóng cho đến bây giờ, phim liên tục đứng top Netflix trong các quốc gia Nhật Bản, Mỹ, Việt Nam, Phillipines, Thái Lan, Đài Loan,... Phim thậm chí còn gây sốt ở cả Châu Phi, Trung Đông và Trung Quốc.
Khán giả và truyền thông Nhật Bản gọi Báo động khẩn, tình yêu hạ cánh là Bản tình ca mùa đông thứ 2, cho thấy sức nóng của bộ phim tại quốc gia này. Một loạt phim của Son Ye Jin (trừ The Last Princess) sau đó đã được chiếu lại. Ngoài ra, thành công của bộ phim giúp làm sống lại làn sóng hallyu ở Nhật Bản đã và đang suy giảm trong nhiều năm.
Dựa trên dữ liệu do Reelgood cung cấp, Báo động khẩn, tình yêu hạ cánh đã xếp hạng 6 trong top 10 chương trình và phim được xem nhiều nhất trên Netflix trong thời gian cách ly xã hội tại Mỹ. Được biết, cuộc khảo sát diễn ra từ ngày 21 tháng 3 đến ngày 27 tháng 3 năm 2020, tức là hơn một tháng sau khi ở Hàn chiếu tập cuối. Chứng tỏ, những bộ phim này vẫn phổ biến đối với người dùng Netflix tại các khu vực nước Mỹ.
Báo động khẩn, tình yêu hạ cánh cũng có thành công lớn ở Trung Quốc. Các hashtag cho tập cuối của bộ phim đã nhận được hơn 460 triệu lượt xem trên Weibo - một mạng xã hội khá giống với Twitter. Trang web phát trực tuyến cho bộ phim truyền hình Hàn Quốc, nơi giữ bản quyền ở Trung Quốc với phụ đề tiếng Trung, đã bị sập vào đêm phát sóng tập cuối do số lượng người dùng quá lớn.
Báo động khẩn, tình yêu hạ cánh cũng nổi lên như một trong những chương trình hàng đầu trên Netflix (chủ sở hữu quyền phân phối bên ngoài Hàn Quốc) và tiếp tục được yêu thích rộng rãi ngay cả sau khi chương trình kết thúc.
Bộ phim đã giúp cho bộ đôi nam nữ diễn viên chính nhận được sự chú ý trên khắp thế giới. Sau cơn sốt của Báo động khẩn, tình yêu hạ cánh, Son Ye Jin đã nổi tiếng khắp châu Á và thế giới, cô thậm chí còn nhận được nhiều lời mời hợp tác từ nước ngoài. Ngoài ra, rất nhiều người nổi tiếng trên toàn thế giới đã bày tỏ niềm yêu thích với Báo động khẩn, tình yêu hạ cánh. Sự nổi tiếng và số lượng người hâm mộ của các diễn viên phim cũng tăng cao, một số diễn viên chuyên đóng vai phụ sau bộ phim đã bắt đầu nhận được những vai diễn chính. Trong suốt thời gian phát sóng, Hyun Bin và Son Ye Jin luôn đứng đầu những bảng xếp hạng dành cho diễn viên.

### Các quan điểm về nội dung
Mặc dù là một tác phẩm hư cấu, nhưng phim đã nhận được một số đánh giá tích cực từ những người đào thoát Bắc Triều Tiên vì đã miêu tả cuộc sống hằng ngày ở Bắc Triều Tiên. Đồng thời, một số chi tiết, như sự sẵn có của thức ăn, hành vi trong quân đội và sự dễ dãi của các nhân vật khi qua biên giới đã bị chỉ trích. Một trong những nhân vật phụ (người đóng vai một dân làng Bắc Triều Tiên) là một nhà văn và nữ diễn viên đến từ Bắc Triều Tiên nói rằng cô cảm thấy "giống như cô ấy đã thực sự trở lại Ngôi làng Bắc Triều Tiên". Kwak Moon-wan, một người đào thoát khỏi Bắc Triều Tiên, từng phục vụ trong Bộ Tư lệnh Bảo vệ Tối cao (bảo vệ gia đình Kim cầm quyền) làm cố vấn cho bộ phim cung cấp cho các biên kịch thông tin chi tiết về cuộc sống ở Bắc Triều Tiên cũng như chính phủ Bắc Triều Tiên các cơ quan đã thêm uy tín cho bộ phim. Ông thừa nhận một số lời chỉ trích, rằng ông đã có quyền tự do với sự mô tả cuộc sống của Bắc Triều Tiên (chẳng hạn như không đề cập đến tình trạng thiếu lương thực), nhưng bác bỏ những chỉ trích cho rằng ông đang tôn vinh chế độ hoặc vẽ một sự việc sai, nói rằng bộ phim cũng được mô tả một số khía cạnh đen tối của cuộc sống dưới chế độ, chẳng hạn như vấn đề kotjebi (trẻ em vô gia cư) và việc bị cắt điện thường xuyên. Một số người tị nạn Bắc Triều Tiên, chẳng hạn như Chun Hyo-jin, người đào thoát khỏi làng biên giới Hyesan ở tuổi 19, có quan điểm ủng hộ khá tích cực: "Ngay cả khi những gì họ nói, rằng bộ phim quyến rũ cuộc sống ở Bắc Triều Tiên là sự thật, họ sẽ chọn sống ở đó? Tôi không nghĩ vậy". Mặc dù bộ phim để các vấn đề chính trị sang một bên, điều cần thiết cho vấn đề Bắc Triều Tiên khi cô nhìn thấy, cô nói nó vẫn có ý nghĩa lớn: "Sự miêu tả về Triều Tiên hơi xa thực tế nhưng nó đã khiến mọi người quan tâm ở Bắc Triều Tiên". Đạo diễn của bộ phim - Lee Jung-hyo đã nói trong một cuộc họp báo ở Seoul vào tháng 12: "Tôi biết một số người không thoải mái về chủ đề phim của chúng tôi, Bắc Triều Tiên, nhưng chúng tôi không miêu tả một Triều Tiên hoàn toàn xác thực trong bộ phim của chúng tôi mặc dù một số khía cạnh phản ánh cuộc sống thực sự ở Bắc Triều Tiên"..
Kang Nara, một người đào thoát Bắc Triều Tiên cố vấn cho đội ngũ sản xuất của bộ phim, cho rằng khoảng 60% miêu tả của Bắc Triều Tiên trong bộ phim là chính xác: "Các gia đình giàu có hơn ở Bắc Triều Tiên vì muốn thể hiện sự giàu có của họ mà họ đã lắpthêm rèm cửa vào cửa sổ của họ. Vì vậy, đó là chân dung khá tốt (?)". Cô cũng đánh giá cao chi tiết về "hang động kim chi": "Vì nông thôn ở Bắc Triều Tiên không có điện và không có tủ lạnh nên họ có "hang kim chi" - nơi họ lưu trữ kim chi, và điều đó cũng được tái hiện khá chân thực". Triều Tiên chỉ được phép chọn từ một danh sách cố định các kiểu tóc bao gồm 18 kiểu cho nữ và 28 kiểu cho nam. "Có một hình phạt dành cho bạn nếu bạn không tuân thủ những điều trên, và đó là khá rùng rợn." - Kang Nara nói trong một cuộc phỏng vấn với kênh YouTube DKDKTV. Mặt khác, như cô đã giải thích trong một video trên YouTube, các nhân vật có thể vượt qua biên giới dễ dàng hơn nhiều so với ngoài đời thực: "Tôi đã phải trả cho một nhà môi giới 10 triệu won (8.400 đô la Mỹ) để bơi qua sông Yalu [giáp Bắc Triều Tiên và Trung Quốc] trong khi bị lính bắn từ phía sau khi tôi trốn thoát"  Họa sĩ vẽ tranh biếm họa Choi Seong-guk, người đào tẩu vào miền Nam năm 2011, cũng cho biết bộ phim này có độ chính xác 60%. Chân dung của jangmadang, hoặc thị trường địa phương nơi tất cả các loại hàng hóa, bao gồm cả hàng nhập khẩu từ Hàn Quốc, được bán là đặc biệt có thật, ông nói với tờ The Times. Tuy nhiên, anh cũng cảm thấy bộ phim "quyến rũ những người lính quá nhiều và gần như đến mức khó chịu". Ông cho biết đàn ông Bắc Triều Tiên vào quân đội khi họ 17 tuổi và phục vụ từ 10 đến 13 năm. "Trong thời gian này, họ [...] khá tàn nhẫn và hà khắc, họ thường cướp nhà và cưỡng hiếp phụ nữ vào ban đêm". Tuy nhiên, ông hy vọng bộ phim sẽ đến Bắc Triều Tiên và lan truyền: "Tôi hy vọng người Bắc Triều Tiên sau khi xem bộ phim này sẽ nhận ra người Hàn Quốc tích cực nghĩ về họ như thế nào và học cách thay đổi".

### Tác động thương mại
Sau khi xuất hiện trong Báo động khẩn, tình yêu hạ cánh, gà rán của Genesis BBQ tăng 70% doanh số trong một tuần. Các nhân vật chính đã ăn Gold Olive Chicken, một sản phẩm đã cải thiện doanh số 100% nhờ bộ phim.
Cũng có sự gia tăng doanh số của những đôi bông tai Swarovski mà Son Ye-jin đã đeo.
Những địa điểm quay phim ở Thụy Sĩ thu hút du khách sau thành công của bộ phim.

## Nhạc phim

### Đĩa đơn

#### Phần 1
| 15 tháng 12 năm 2019 | 15 tháng 12 năm 2019                | 15 tháng 12 năm 2019 | 15 tháng 12 năm 2019 | 15 tháng 12 năm 2019 | 15 tháng 12 năm 2019 |
| STT                  | Nhan đề                             | Phổ lời              | Phổ nhạc             | Nghệ sĩ              | Thời lượng           |
| -------------------- | ----------------------------------- | -------------------- | -------------------- | -------------------- | -------------------- |
| 1.                   | "But It's Destiny" (우연인 듯 운명) | Jung Gu-hyun         | Jung Gu-hyun         | 10cm                 | 3:51                 |
| 2.                   | "But It's Destiny" (Inst.)          |                      | Jung Gu-hyun         |                      | 3:51                 |
| Tổng thời lượng:     | Tổng thời lượng:                    | Tổng thời lượng:     | Tổng thời lượng:     | Tổng thời lượng:     | 7:42                 |

#### Phần 2
| 22 tháng 12 năm 2019 | 22 tháng 12 năm 2019 | 22 tháng 12 năm 2019      | 22 tháng 12 năm 2019     | 22 tháng 12 năm 2019 | 22 tháng 12 năm 2019 |
| STT                  | Nhan đề              | Phổ lời                   | Phổ nhạc                 | Nghệ sĩ              | Thời lượng           |
| -------------------- | -------------------- | ------------------------- | ------------------------ | -------------------- | -------------------- |
| 1.                   | "Flower"             | Nam Hye-seung Park Jin-ho | Nam Hye-seung Surf Green | Yoon Mi-rae          | 4:12                 |
| 2.                   | "Flower" (Inst.)     |                           | Nam Hye-seung Surf Green |                      | 4:12                 |
| Tổng thời lượng:     | Tổng thời lượng:     | Tổng thời lượng:          | Tổng thời lượng:         | Tổng thời lượng:     | 8:24                 |

#### Phần 3
| 29 tháng 12 năm 2019 | 29 tháng 12 năm 2019 | 29 tháng 12 năm 2019 | 29 tháng 12 năm 2019 | 29 tháng 12 năm 2019 | 29 tháng 12 năm 2019 |
| STT                  | Nhan đề              | Phổ lời              | Phổ nhạc             | Nghệ sĩ              | Thời lượng           |
| -------------------- | -------------------- | -------------------- | -------------------- | -------------------- | -------------------- |
| 1.                   | "Sunset" (노을)      | Park Woo-sang        | Park Woo-sang        | Davichi              | 3:37                 |
| 2.                   | "Sunset" (Inst.)     |                      | Park Woo-sang        |                      | 3:37                 |
| Tổng thời lượng:     | Tổng thời lượng:     | Tổng thời lượng:     | Tổng thời lượng:     | Tổng thời lượng:     | 7:14                 |

#### Phần 4
| 12 tháng 1 năm 2020 | 12 tháng 1 năm 2020               | 12 tháng 1 năm 2020      | 12 tháng 1 năm 2020      | 12 tháng 1 năm 2020 | 12 tháng 1 năm 2020 |
| STT                 | Nhan đề                           | Phổ lời                  | Phổ nhạc                 | Nghệ sĩ             | Thời lượng          |
| ------------------- | --------------------------------- | ------------------------ | ------------------------ | ------------------- | ------------------- |
| 1.                  | "Here I Am Again" (다시 난, 여기) | Nam Hye-seung Surf Green | Nam Hye-seung Surf Green | Baek Yerin          | 3:55                |
| 2.                  | "Here I Am Again" (Inst.)         |                          | Nam Hye-seung Surf Green |                     | 3:55                |
| Tổng thời lượng:    | Tổng thời lượng:                  | Tổng thời lượng:         | Tổng thời lượng:         | Tổng thời lượng:    | 7:50                |

#### Phần 5
| 19 tháng 1 năm 2020 | 19 tháng 1 năm 2020   | 19 tháng 1 năm 2020 | 19 tháng 1 năm 2020 | 19 tháng 1 năm 2020 | 19 tháng 1 năm 2020 |
| STT                 | Nhan đề               | Phổ lời             | Phổ nhạc            | Nghệ sĩ             | Thời lượng          |
| ------------------- | --------------------- | ------------------- | ------------------- | ------------------- | ------------------- |
| 1.                  | "Someday" (어떤 날엔) | Kim Ho-kyung        | 1601                | Kim Jae-hwan        | 4:20                |
| 2.                  | "Someday" (Inst.)     |                     | 1601                |                     | 4:20                |
| Tổng thời lượng:    | Tổng thời lượng:      | Tổng thời lượng:    | Tổng thời lượng:    | Tổng thời lượng:    | 8:40                |

#### Phần 6
| 25 tháng 1 năm 2020 | 25 tháng 1 năm 2020                 | 25 tháng 1 năm 2020         | 25 tháng 1 năm 2020      | 25 tháng 1 năm 2020 | 25 tháng 1 năm 2020 |
| STT                 | Nhan đề                             | Phổ lời                     | Phổ nhạc                 | Nghệ sĩ             | Thời lượng          |
| ------------------- | ----------------------------------- | --------------------------- | ------------------------ | ------------------- | ------------------- |
| 1.                  | "Photo of My Mind" (내 마음의 사진) | Nam Hye-seung Kim Kyung-hee | Nam Hye-seung Surf Green | Song Ga-in          | 4:34                |
| 2.                  | "Photo of My Mind" (Inst.)          |                             | Nam Hye-seung Surf Green |                     | 4:34                |
| Tổng thời lượng:    | Tổng thời lượng:                    | Tổng thời lượng:            | Tổng thời lượng:         | Tổng thời lượng:    | 9:08                |

#### Phần 7
| 26 tháng 1 năm 2020 | 26 tháng 1 năm 2020                    | 26 tháng 1 năm 2020         | 26 tháng 1 năm 2020         | 26 tháng 1 năm 2020 | 26 tháng 1 năm 2020 |
| STT                 | Nhan đề                                | Phổ lời                     | Phổ nhạc                    | Nghệ sĩ             | Thời lượng          |
| ------------------- | -------------------------------------- | --------------------------- | --------------------------- | ------------------- | ------------------- |
| 1.                  | "The Hill of Yearning" (그리움의 언덕) | Nam Hye-seung Kim Kyung-hee | Nam Hye-seung Kim Kyung-hee | April 2nd           | 3:55                |
| 2.                  | "The Season of Us" (너와 나의 그 계절) |                             | Nam Hye-seung Park Sang-hee |                     | 3:47                |
| Tổng thời lượng:    | Tổng thời lượng:                       | Tổng thời lượng:            | Tổng thời lượng:            | Tổng thời lượng:    | 7:42                |

#### Phần 8
| 1 tháng 2 năm 2020 | 1 tháng 2 năm 2020              | 1 tháng 2 năm 2020  | 1 tháng 2 năm 2020  | 1 tháng 2 năm 2020 | 1 tháng 2 năm 2020 |
| STT                | Nhan đề                         | Phổ lời             | Phổ nhạc            | Nghệ sĩ            | Thời lượng         |
| ------------------ | ------------------------------- | ------------------- | ------------------- | ------------------ | ------------------ |
| 1.                 | "All of My Days" (나의 모든 날) | Nam Hye-seung B.a.B | Nam Hye-seung B.a.B | Sejeong            | 3:58               |
| 2.                 | "All of My Days" (inst.)        |                     | Nam Hye-seung B.a.B |                    | 3:58               |
| Tổng thời lượng:   | Tổng thời lượng:                | Tổng thời lượng:    | Tổng thời lượng:    | Tổng thời lượng:   | 7:56               |

#### Phần 9
| 2 tháng 2 năm 2020 | 2 tháng 2 năm 2020 | 2 tháng 2 năm 2020    | 2 tháng 2 năm 2020 | 2 tháng 2 năm 2020 | 2 tháng 2 năm 2020 |
| STT                | Nhan đề            | Phổ lời               | Phổ nhạc           | Nghệ sĩ            | Thời lượng         |
| ------------------ | ------------------ | --------------------- | ------------------ | ------------------ | ------------------ |
| 1.                 | "Good" (좋다)      | Lee Geon Choi Eun-hye | Lee Geon           | So Soo-bin, Sohee  | 3:39               |
| 2.                 | "Good" (inst.)     |                       | Lee Geon           |                    | 3:39               |
| Tổng thời lượng:   | Tổng thời lượng:   | Tổng thời lượng:      | Tổng thời lượng:   | Tổng thời lượng:   | 7:18               |

#### Phần 10
| 9 tháng 2 năm 2020 | 9 tháng 2 năm 2020               | 9 tháng 2 năm 2020 | 9 tháng 2 năm 2020                 | 9 tháng 2 năm 2020 | 9 tháng 2 năm 2020 |
| STT                | Nhan đề                          | Phổ lời            | Phổ nhạc                           | Nghệ sĩ            | Thời lượng         |
| ------------------ | -------------------------------- | ------------------ | ---------------------------------- | ------------------ | ------------------ |
| 1.                 | "Let Us Go" (둘만의 세상으로 가) | Dong Woo-seok      | Dong Woo-seok Yoo Jung-hyun Jayins | Crush              | 3:42               |
| 2.                 | "Let Us Go" (inst.)              |                    | Dong Woo-seok Yoo Jung-hyun Jayins |                    | 3:42               |
| Tổng thời lượng:   | Tổng thời lượng:                 | Tổng thời lượng:   | Tổng thời lượng:                   | Tổng thời lượng:   | 7:24               |

#### Phần 11
| 15 tháng 2 năm 2020 | 15 tháng 2 năm 2020                 | 15 tháng 2 năm 2020       | 15 tháng 2 năm 2020       | 15 tháng 2 năm 2020 | 15 tháng 2 năm 2020 |
| STT                 | Nhan đề                             | Phổ lời                   | Phổ nhạc                  | Nghệ sĩ             | Thời lượng          |
| ------------------- | ----------------------------------- | ------------------------- | ------------------------- | ------------------- | ------------------- |
| 1.                  | "Give You My Heart" (마음을 드려요) | Nam Hye-seung Park Jin-ho | Nam Hye-seung Park Jin-ho | IU                  | 4:41                |
| 2.                  | "Give You My Heart" (inst.)         |                           | Nam Hye-seung Park Jin-ho |                     | 4:41                |
| Tổng thời lượng:    | Tổng thời lượng:                    | Tổng thời lượng:          | Tổng thời lượng:          | Tổng thời lượng:    | 9:22                |

### Albumnhạc phim
| STT | Nhan đề                                                      | Nghệ sĩ                      | Thời lượng |
| --- | ------------------------------------------------------------ | ---------------------------- | ---------- |
| 1.  | "But it's Destiny"                                           | 10cm                         | 03:51      |
| 2.  | "Flower"                                                     | Yoon Mi-rae                  | 04:12      |
| 3.  | "Sunset"                                                     | Davichi                      | 03:36      |
| 4.  | "Here I am agian"                                            | Baek Ye-rin                  | 03:54      |
| 5.  | "Someday"                                                    | Kim Jae-hwan                 | 04:18      |
| 6.  | "Sigriswil ('Crash Landing on You' Title Title Ful Version)" | Kim Kyoung-hee               |            |
| 7.  | "Spring in My Hometown"                                      | Nam Hye-seung, Park Sang-hee |            |
| 8.  | "The Wind of the Day"                                        | Nam Hye-seung, Park Sang-hee |            |
| 9.  | "The Song for My Brother"                                    | Nam Hye-seung, Park Sang-hee |            |
| 10. | "My Companion"                                               | Nam Hye-seung, Park Sang-hee |            |
| 11. | "Like a Wild Flower"                                         | Nam Hye-seung, Park Sang-hee |            |
| 12. | "Time of Jeonghyuk for Seri"                                 | Nam Hye-seung, Park Sang-hee |            |
| 13. | "Moments We Walked Together"                                 | Nam Hye-seung, Park Sang-hee |            |
| 14. | "Seri's choice"                                              | Nam Hye-seung, Park Sang-hee |            |
| 15. | "Photo of My Mind"                                           | Song Ga-in                   |            |
| 16. | "The Hill of Yearning"                                       | April 2nd                    |            |
| 17. | "All of My Days"                                             | Sejeong                      |            |
| 18. | "Like You"                                                   | So Soo-bin, Sohee            |            |
| 19. | "Let Us Go"                                                  | Crush                        |            |
| 20. | "Give You My Heart"                                          | IU                           |            |
| 21. | "YoungAe and Villagers"                                      | Nam Hye-seung, Park Sang-hee |            |
| 22. | "Chi Soo and Seri"                                           | Nam Hye-seung, Park Sang-hee |            |
| 23. | "The Song for My Brother - Orchestra Version"                | Nam Hye-seung, Park Sang-hee |            |
| 24. | "Seo Dan"                                                    | Nam Hye-seung, Park Sang-hee |            |
| 25. | "Same Sky, Different World"                                  | Nam Hye-seung, Park Sang-hee |            |
| 26. | "Pinic"                                                      | Nam Hye-seung, Park Sang-hee |            |
| 27. | "The Season of Us"                                           | Nam Hye-seung, Park Sang-hee |            |
| 28. | "When That Day Comes"                                        | Nam Hye-seung, Park Sang-hee |            |
| 29. | "Sigriswil - Opening Title Version"                          | Kim Kyoung-hee               |            |

### Vị trí bảng xếp hạng
| Tên bài hát                                      | Năm  | Vị trí cao nhất | Ghi chú | Nguồn  |
| Tên bài hát                                      | Năm  | KOR             | Ghi chú | Nguồn  |
| ------------------------------------------------ | ---- | --------------- | ------- | ------ |
| "But It's Destiny" (우연인 듯 운명) (10 cm)      | 2019 | 108             | Part 1  | [ 46 ] |
| "Flower" (Yoon Mi-rae)                           | 2019 | 31              | Part 2  | [ 47 ] |
| "Sunset" (노을) (Davichi)                        | 2020 | 47              | Part 3  | [ 48 ] |
| "Here I Am Again" (다시 난, 여기) (Baek Yerin)   | 2020 | 4               | Part 4  | [ 49 ] |
| "Someday" (어떤 날엔) (Kim Jae-hwan)             | 2020 | 27              | Part 5  | [ 50 ] |
| "Photo of My Mind" (내 마음의 사진) (Song Ga-in) | 2020 | 60              | Part 6  | [ 51 ] |
| "All of My Days" (나의 모든 날) (Sejeong)        | 2020 | 50              | Part 8  | [ 52 ] |
| "Let Us Go" (둘만의 세상으로 가) (Crush)         | 2020 | 2               | Part 10 |        |
| "I Give You My Heart" (마음을 드려요) (IU)       | 2020 | 1               | Part 11 |        |

## Tỷ suất lượt xem
| Mùa | Mùa | Số tập | Số tập | Số tập | Số tập | Số tập | Số tập | Số tập | Số tập | Số tập | Số tập | Số tập | Số tập | Số tập | Số tập | Số tập | Số tập | Trung bình |
| Mùa | Mùa | 1      | 2      | 3      | 4      | 5      | 6      | 7      | 8      | 9      | 10     | 11     | 12     | 13     | 14     | 15     | 16     | Trung bình |
| --- | --- | ------ | ------ | ------ | ------ | ------ | ------ | ------ | ------ | ------ | ------ | ------ | ------ | ------ | ------ | ------ | ------ | ---------- |
|     | 1   | 1.508  | 1.773  | 1.894  | 2.225  | 2.210  | 2.414  | 2.510  | 3.043  | 2.941  | 3.927  | 3.726  | 4.782  | 3.998  | 5.119  | 4.898  | 6.337  | 3.331      |

| 1 | 14 tháng 12 năm 2019       | 6.074%  | 6.558%  |
| 2 | 15 tháng 12 năm 2019       | 6.845%  | 7.841%  |
| 3 | 21 tháng 12 năm 2019       | 7.414%  | 7.689%  |
| 4 | 22 tháng 12 năm 2019       | 8.499%  | 9.409%  |
| 5 | 28 tháng 12 năm 2019       | 8.730%  | 9.794%  |
| 6 | 29 tháng 12 năm 2019       | 9.223%  | 9.535%  |
| 7 | 11 tháng 1 năm 2020        | 9.394%  | 9.738%  |
| 8 | 12 tháng 1 năm 2020        | 11.349% | 12.031% |
| 9 | 18 tháng 1 năm 2020        | 11.516% | 12.355% |
| 10 | 19 tháng 1 năm 2020        | 14.633% | 15.903% |
| 11 | 1 tháng 2 năm 2020         | 14.238% | 14.648% |
| 12 | 2 tháng 2 năm 2020         | 15.933% | 16.413% |
| 13 | 8 tháng 2 năm 2020         | 14.097% | 14.620% |
| 14 | 9 tháng 2 năm 2020         | 17.705% | 18.612% |
| 15 | 15 tháng 2 năm 2020        | 17.066% | 17.406% |
| 16 | 16 tháng 2 năm 2020        | 21.683% | 23.249% |
| Lượng người xem trung bình | Lượng người xem trung bình | 12.150% | 12.863% |
| Đặc biệt | 4 tháng 1 năm 2020         | 4.810%  | 4.253%  |
| Đặc biệt | 5 tháng 1 năm 2020         | 3.975%  | 3.252%  |
| Đặc biệt | 25 tháng 1 năm 2020        | 4.180%  | 4.283%  |
| - Bộ phim này được phát sóng trên kênh truyền hình cáp/trả phí nên số lượng người xem thấp hơn so với truyền hình miễn phí (KBS, SBS, MBC và EBS). - Ngày 31 tháng 12 năm 2019, bộ phim bị hoãn chiếu 1 tuần để đảm bảo sức khỏe cho đoàn làm phim vì thời tiết khắc nghiệt. Cũng vào kì nghỉ tết Nguyên Đán, bộ phim bị hoãn chiếu, dời lịch chiếu sang ngày 1,2 tháng 2 năm 2020. |                            |         |         |

## Giải thưởng và đề cử
Vào tháng 5 năm 2020 biên kịch của bộ phim Park Ji-eun đã được Bộ Thống nhất Hàn Quốc đặt tên là "Nhân vật của năm" vì đã đóng góp cho "giáo dục thống nhất".
| Năm  | Giải thưởng                           | Hạng mục                                               | Đề cử                           | Kết quả   | Nguồn  |
| ---- | ------------------------------------- | ------------------------------------------------------ | ------------------------------- | --------- | ------ |
| 2020 | 56th Baeksang Arts Awards             | Phim hay nhất                                          | Báo động khẩn, tình yêu hạ cánh | Đề cử     | [ 57 ] |
| 2020 | 56th Baeksang Arts Awards             | Đạo diễn xuất sắc nhất                                 | Lee Jung-hyo                    | Đề cử     | [ 57 ] |
| 2020 | 56th Baeksang Arts Awards             | Nam diễn viên chính xuất sắc nhất                      | Hyun Bin                        | Đề cử     | [ 57 ] |
| 2020 | 56th Baeksang Arts Awards             | Nữ diễn viên chính xuất sắc nhất                       | Son Ye-jin                      | Đề cử     | [ 57 ] |
| 2020 | 56th Baeksang Arts Awards             | Nam diễn viên phụ xuất sắc nhất                        | Yang Kyung-won                  | Đề cử     | [ 57 ] |
| 2020 | 56th Baeksang Arts Awards             | Nữ diễn viên phụ xuất sắc nhất                         | Kim Sun-young                   | Đoạt giải | [ 57 ] |
| 2020 | 56th Baeksang Arts Awards             | Nữ diễn viên phụ xuất sắc nhất                         | Seo Ji-hye                      | Đề cử     | [ 57 ] |
| 2020 | 56th Baeksang Arts Awards             | Kịch bản xuất sắc nhất                                 | Park Ji-eun                     | Đề cử     | [ 57 ] |
| 2020 | 15th Seoul International Drama Awards | Best Mini-series                                       | Báo động khẩn, tình yêu hạ cánh | Đề cử     |        |
| 2020 | 15th Seoul International Drama Awards | Outstanding Korean Drama/Hallyu Drama Excellence Award | Báo động khẩn, tình yêu hạ cánh | Đoạt giải |        |
| 2020 | 15th Seoul International Drama Awards | Outstanding Korean Actress/Best Hallyu Actress         | Son Ye-jin                      | Đoạt giải |        |